# عزيزتي هاي-ري
عزيزتي هاي-ري (بالكورية: 나의 해리에게) هو مسلسل تلفزيوني كوري جنوبي، من بطولة شين هاي-سون، لي جين-ووك، كانغ هون، جو هاي-جوو. عرض على قناة ENA في 23 سبتمبر الى 29 أكتوبر 2024، بث ايام الاثنين والثلاثاء الساعة 10:00 بتوقيت (KST).

## القصة
هي دراما رومانسية علاجية تدور حول جو أون هو (شين هاي صن) هي مذيعة لديها 14 عامًا من الخبرة. تكافح من أجل النجاح . كما أن لديها اضطراب بشخصية بسبب جرح عميق في قلبها. شخصيتها الأخرى هي جو هي ري. شخصيتها الأخرى إيجابية للغاية وتعمل كموظفة مواقف سيارات.
جونغ هيون أو (لي جين أوك) هو صديق سابق لجو أون هو وكانا على علاقة لفترة طويلة، لكنهما انفصلا. أصبح مذيعًا نجمًا بمجرد انضمامه إلى محطة البث وهو المذيع الأكثر محبوبًا من قبل الجمهور، لكنه يحمل أيضًا جرحًا مخفيًا في ذهنه لم يظهره لأحد أبدًا. بطريقة ما، يجتمع جو أون هو وجونغ هيون أوi ويساعدان بعضهما البعض في علاج جرح الآخر.

## طاقم
- شين هاي سون - جو يون هو / جو هاي ري.[2]
- لي جين يوك - جونغ هيون هو[2]
- كانغ هون - كانغ جو يون[2]
- جو هاي-جوو - بايك هاي يون[2]

## المشاهدات
| الموسم | الموسم | رقم الحلقة | رقم الحلقة | رقم الحلقة | رقم الحلقة | رقم الحلقة | رقم الحلقة | رقم الحلقة | رقم الحلقة | رقم الحلقة | رقم الحلقة | رقم الحلقة | رقم الحلقة | المتوسط |
| الموسم | الموسم | 1          | 2          | 3          | 4          | 5          | 6          | 7          | 8          | 9          | 10         | 11         | 12         | المتوسط |
| ------ | ------ | ---------- | ---------- | ---------- | ---------- | ---------- | ---------- | ---------- | ---------- | ---------- | ---------- | ---------- | ---------- | ------- |
|        | 1      | 443        | 434        | 424        | 526        | 597        | 765        | 634        | 755        | 665        | 759        | 593        | 652        | 604     |

| الحلقات | تاريخ البث     | تقييمات نيلسن كوريا | تقييمات نيلسن كوريا |
| الحلقات | تاريخ البث     | على الصعيد الوطني   | سيئول               |
| ------- | -------------- | ------------------- | ------------------- |
| 1       | 23 سبتمبر 2024 | 2.024%              | 2.380%              |
| 2       | 24 سبتمبر 2024 | 2.163%              | 2.449%              |
| 3       | 30 سبتمبر 2024 | 2.154%              | 2.158%              |
| 4       | 1 أكتوبر 2024  | 2.390%              | 2.855%              |
| 5       | 7 اكتوبر 2024  | 2.848%              | 3.215%              |
| 6       | 8 اكتوبر 2024  | 3.493%              | 3.822%              |
| 7       | 14 اكتوبر 2024 | 3.099%              | 3.505%              |
| 8       | 15 اكتوبر 2024 | 3.499%              | 4.117%              |
| 9       | 21 أكتوبر 2024 | 3.303%              | 3.577%              |
| 10      | 22 أكتوبر 2024 | 3.582%              | 3.705%              |
| 11      | 28 أكتوبر 2024 | 2.709%              | 3.057%              |
| 12      | 29 أكتوبر 2024 | 3.348%              | 3.952%              |
| متوسط   | متوسط          | 2.884%              | 3.233%              |

## الانتاج
المسلسل من كتابة هان جا-ريم التي كتبت مسلسل عندما يكون الجو جيدا (2020)، واخراج من قبل جونغ جي-يون، الذي شارك في اخراج السيد المشرق (2018)، الملك: ملك أبدي (2019)، 2521 (2022)، وأخرج أنت ربيعي (2021) أكاذيب مخبأة في حديقتي (2023). ومن تخطيط كي تي استوديو وانتاج استوديو دراغون بتعاون مع استوديو هيم.

## روابط خارجية
- الموقع الرسمي
 (بالكورية)
- عزيزتي هاي-ري على موقع IMDb (الإنجليزية)
- عزيزتي هاي-ري على موقع قاعدة بيانات الفيلم (الإنجليزية)
- عزيزتي هاي-ري على هانسينما